# Run the Show
Run the Show – piosenka R&B stworzona przez Kat DeLunę, Trevora Smitha, RedOne i Jane’ta Sewell-Ulepic’a na debiutancki album studyjny DeLuny, 9 Lives (2007). Wyprodukowany przez RedOne Productions oraz Akona, utwór wydany został jako drugi singel promujący krążek dnia 15 stycznia 2008 w Stanach Zjednoczonych.

## Informacje o singlu
„Run the Show” wydany został dnia 15 stycznia 2008 na amerykański rynek muzyczny w systemie digital download. Początkowo drugim singlem promującym album 9 Lives miała być kompozycja „Am I Dreaming” jednak producenci doszli do wniosku, by jako drugi utwór prezentujący krążek wydać piosenkę o szybszym tempie, mając na uwadze powtórzenie sukcesu w Ameryce podobnego rytmicznie singla „Whine Up”. Pomimo zastosowanej taktyki „Run the Show” nie zyskał na popularności w rodzimym kraju artystki, nie debiutując na tamtejszym oficjalnym notowaniu najlepiej sprzedających się singli Billboard Hot 100.
Dnia 21 kwietnia 2008 piosenka miała premierę radiową we Francji, gdzie poprzedni singel wokalistki „Whine Up” odniósł sukces zajmując miejsce Top 10 oficjalnego notowania najpopularniejszych singli.
Utwór został nagrany w celach promocyjnych w trzech różnych wersjach: pierwsza, dla krajów anglojęzycznych z gościnnym udziałem Busta Rhymes i specjalnie na potrzeby krajów latynoamerykańskich oraz hiszpańkich w ojczystym języku tychże państw wraz z raperem, Don Omarem. Trzecia wersja piosenki nagrana została z wokalistą Shaka Dee.

## Wydanie singla
Utwór zadebiutował na pozycji #17 notowania Bubbling Under Hot 100 Singles odpowiadając przy tym miejscu #117 na Billboard Hot 100. Z powodu słabej promocji była to najwyższa pozycja na tejże liście. Pomimo niskiej pozycji na oficjalnej amerykańskiej liście najpopularniejszych singli, piosenka stała się popularna w Europie zajmując pozycje w Top 50 tamtejszych oficjalnych notowań. Najniższą pozycję z krajów europejskich „Run the Show” zanotował na liście UK Singles Chart z powodu wydania singla jedynie w formacie digital download.

## Teledysk
Teledysk do singla reżyserowany był przez Raya Kaya. Klip nakręcony został w dwóch wersjach: pierwsza, amerykańska zawierająca rap Busta Rhymes miał premierę dnia 13 marca 2008 na oficjalnej stronie internetowej artystki natomiast druga, hiszpańska wersja videoclipu z gościnnym udziałem Don Omara odbyła premierę dnia 21 marca 2008 na stacji muzycznej Mun2 w programie Pepsi Musica.
Klip prezentuje wokalistkę w różnych miejscach dostosowanych kolorystycznie do jej stroju. Śpiewając, stoi ona między innymi przy biurku przypominając kobietę biznesu, siedzi w samochodzie oraz leży na kolumnach wieży muzycznej. W czasie trwania teledysku widać układ choreograficzny wykonywany przez DeLunę oraz profesjonalne tancerki.

## Listy utworów i formaty singla
Międzynarodowy CD singel
1. Run the Show (featuring Busta Rhymes) – 3:35
2. Run the Show (Johnny Vicious Club Vocal Mix) – 8:13

Amerykański CD singel
1. Run the Show (Johnny Vicious Club Vocal Mix) – 8:13
2. Run the Show (Johnny Vicious Radio Edit) – 3:34
3. Run the Show (Warehouse Mix)
4. Run the Show (Club Dub)

Amerykański digital download singel
1. Run the Show (featuring Busta Rhymes) – 3:35

## Pozycje na listach
| Lista przebojów (2008) | Najwyższa pozycja |
| ---------------------- | ----------------- |
| Belgia Singles Chart   | 5                 |
| Finlandia Top 20 Chart | 2                 |
| Francja Singles Chart  | 6                 |
| Irlandia Singles Chart | 26                |
| Niemcy Singles Chart   | 73                |

| Lista przebojów (2008)               | Najwyższa pozycja |
| ------------------------------------ | ----------------- |
| Szwajcaria Singles Chart             | 29                |
| Szwecja Singles Top 60 Chart         | 18                |
| UK Singles Chart                     | 41                |
| USA Billboard Bubbling Under Hot 100 | 17                |
| USA Billboard Pop 100                | 63                |
| USA Billboard Hot Dance Club Play    | 2                 |